# Glaphyrarcha euthrepta
Glaphyrarcha euthrepta är en fjärilsart som beskrevs av Edward Meyrick 1938. Glaphyrarcha euthrepta ingår i släktet Glaphyrarcha och familjen Carposinidae. Inga underarter finns listade i Catalogue of Life.